# Briord
Briord – miejscowość i gmina we Francji, w regionie Owernia-Rodan-Alpy, w departamencie Ain.

## Demografia
Według danych na styczeń 2012 r. gminę zamieszkiwały 932 osoby, a gęstość zaludnienia wynosiła 75,8 osób/1 km².